# Manifeste pour décarboner l'Europe
 (février 2022).
Le « Manifeste pour décarboner l'Europe » est un document publié par le think tank The Shift Project le 21 mars 2017, consistant en une série de propositions réparties dans neuf volets thématiques, pour diminuer significativement les émissions annuelles de gaz à effet de serre dans l'Union européenne avant 2050. Cette année est l'échéance des objectifs de l'accord de Paris sur le climat, signé quinze mois avant la sortie du manifeste. 
Publié dans le contexte de l'élection présidentielle française de 2017, ce manifeste, destiné aux candidats en campagne, a été soutenu par plus 2 500 signataires, dont plus de 80 patrons français de grandes entreprises. Des personnalités comme Xavier Huillard (Vinci), Jean-Bernard Lévy (EDF), Martin Bouygues, Jean-Dominique Senard (Michelin), François Pérol (BPCE), Nicolas Dufourcq (Bpifrance), Jean Jouzel (CEA), Gaël Giraud (AFD) et l'ancien ministre Arnaud Montebourg font partie des signataires.
Ce manifeste passe en revue les principaux secteurs économiques stratégiques en Europe et étudie pour chacun des leviers d'action pour en diminuer la consommation d'énergies fossiles et les émissions de gaz à effet de serre. Les secteurs ainsi abordés sont la production d'électricité, le transport, le bâtiment, l'industrie, l'alimentation, l'agriculture et la forêt. 

## Contexte
En décembre 2015, les représentants de 195 pays se réunissent à Paris pour la COP21, au cours le laquelle un accord international sur le climat est validé par tous les participants, fixant comme objectif une limitation du réchauffement mondial entre 1,5 et 2 °C d’ici 2100. Les années suivantes néanmoins, ces accords ne portent pas leurs fruits. Le réchauffement climatique est, en mars 2017, largement absent des débats lors de la campagne présidentielle en France, tandis que le président américain Donald Trump annonce une coupe de 30 % dans le budget de l’Agence de protection de l’environnement américaine. Donald Trump annonce, au mois de juin suivant, le retrait des États-Unis de cet accord.
Le think tank The Shift Project, présidé par Jean-Marc Jancovici depuis sa fondation en 2010, publie régulièrement des rapports en collaboration avec des experts, avec pour objectif l'atténuation du changement climatique et la réduction de la dépendance de l'économie aux énergies fossiles. 
Le think tank publie le « Manifeste pour décarboner l'Europe » le 21 mars 2017, consistant en une lettre ouverte adressée aux lecteurs :

« Nous appelons tous les acteurs de l’Europe – individus, société civile, compagnies privées, pouvoirs publics – à entreprendre au plus vite les actions cohérentes et concrètes à la mesure du défi du climat et de la préservation des ressources naturelles. L’Union européenne peut et doit impérativement se donner les moyens de converger vers l’ambitieux objectif vital que fixe l’Accord de Paris. Pour réussir, il lui faut se rassembler autour de cet objectif commun, en respectant en son sein les différences génératrices de solidarité et de synergies. La raison, la liberté et l’audace, racines de l’Europe, feront fructifier ce projet sans précédent. »

Pour éviter de faire de ce manifeste « une pétition de principe de plus », le texte s'accompagne d'une liste de propositions concrètes réparties en neuf volets, présentés comme indépendants même si certains traitent de secteurs similaires comme le bâtiment ou la mobilité. L'application de l'ensemble des mesures coûterait entre 250 et 500 milliards d'euros par an, soit un peu moins de 3 % du PIB de l'Union européenne. En plus des bénéfices obtenus sur la réduction des émissions de gaz à effet de serre, ces investissements seraient rentabilisés par la diminution de consommation d’énergies fossiles dont l'Europe est un importateur majeur.  
Si la sortie du Royaume-Uni de l'Union européenne était déjà votée lors du référendum du 23 juin 2016, celle-ci n'avait pas encore eu lieu officiellement lors de la publication de ce rapport. C'est donc l'Europe des Vingt-Huit qui est étudiée. 

## Propositions par secteur
Les neuf propositions d'appui au manifeste ont paru sous forme d'un ouvrage, Décarbonons ! 9 propositions pour décarboner l’Europe, dont les chapitres sont disponibles en ligne et détaillés ci-après.

### Fermer toutes les centrales à charbon
Le premier volet du livre concerne la décarbonation de la production d'électricité dans l'Union européenne. Partant du constat que près d'un tiers des émissions de CO2 de l'Union européenne sont issues des centrales électriques thermiques, la stratégie préconisée est le remplacement des centrales au charbon existantes en Europe (165 gigawatts de capacité de production) par des moyens de production électrique bas-carbone avant 2050[source insuffisante]. Cette stratégie ne prévoit pas de fermeture de centrale en fonctionnement, mais leur remplacement lorsqu'elles sont en fin de vie, soit au bout d'environ 40 ans, sachant que les trois quarts des centrales thermiques européennes avaient plus de 30 ans en 2017.
Les actions préconisées pour atteindre cet objectif sont[source insuffisante] :
- faire tendre les crédits du Système communautaire d'échange de quotas d'émission (EU ETS) alloués aux installations de production d’électricité vers 0 en 2050 ;
- instaurer, via la réglementation européenne, un plafond progressivement décroissant de facteur d’émission (gCO2/kWh) de la production d’électricité. Les installations qui ne se sont pas mises en conformité se verraient retirer leur autorisation d’exploitation ;
- mettre en place un système de subventions pour le remplacement des centrales les plus émettrices, fondé sur le plus faible coût d’investissement à la tonne de CO2 évitée ;
- poursuivre les efforts de recherche et développement concernant les moyens de production bas carbone, ainsi que l’adaptation du réseau de transport et de distribution (intermittence et stockage de l’électricité s'il s'agit d'énergies renouvelables) ;
- assurer un financement 100 % public de la construction de prototypes grandeur nature pour la capture et le stockage du carbone, en visant une industrialisation de cette technologie à horizon 2030, dans une perspective d’export vers des pays dont l’électricité sera encore carbonée.

L'application de ces mesures permettrait de réduire les émissions directes annuelles de gaz à effet de serre du secteur « production d’électricité » de près de 730 millions de tonnes d'équivalent CO2 (MtCO2eq) en 2050 par rapport à 2014. Les impacts positifs seraient bien plus nombreux, compte tenu des conséquences environnementales de la chaîne de valeur de l'industrie du charbon : rejets de particules, consommation d'espaces naturels par les mines à ciel ouvert, production de cendres chargées en métaux lourds issues de la combustion du charbon[source insuffisante]...
Selon la nature des moyens de production à bas carbone (énergie nucléaire, renouvelable, ou thermique avec un système de capture et le stockage du carbone), l'investissement total sur la période 2015-2050 est compris dans une fourchette allant de 410 milliards d'euros (remplacement de l’ensemble des centrales au charbon de l’UE par des centrales nucléaires) à 1 290 milliards d'euros (remplacement à 100 % par des énergies renouvelables)[source insuffisante]. Ce coût n'inclue pas les coûts d’adaptation des réseaux de distribution, ni les coûts liés à la gestion de l’intermittence (stockage, « smart grid », etc.), qui varie en fonction de la part de remplacement par des énergies renouvelables[source insuffisante]. 
Le surcoût induit par le remplacement des centrales à charbon par des moyens bas carbone serait réparti entre les industriels du secteur (et donc le prix de marché de l'électricité), les contribuables via les pouvoirs publics (subventions) et les consommateurs d’électricité (répercussion de l’augmentation des coûts de production)[source insuffisante].
Des plans de reconversion et d'accompagnement dans l'emploi sont à prévoir pour les salariés des centrales thermiques ainsi que pour les mineurs, en particulier dans les pays européens où le charbon est dominant dans la production électrique.

### Généraliser les véhicules individuels économes
Le deuxième volet du rapport concerne la diffusion à grande échelle de véhicules individuels consommant peu de carburant (2 litres / 100 km), alors que transports représentent près d'un quart des émissions de CO2 de l’Union européenne, dont 94 % viennent du transport routier. Les préconisations visant à atteindre cet objectif s'adressent aux décideurs politiques européens par la fixation de « plafonds d’émission » pour les véhicules en circulation, et aux constructeurs automobiles.  
Les principaux leviers technologiques identifiés dans le rapport sont l’allègement des véhicules, l'amélioration du rendement du groupe moto-propulseur, des pneumatiques et de l’aérodynamisme, et la diminution de la consommation électrique des équipements embarqués. L'hybridation des motorisations (pétrole/électrique ou pétrole/gaz comprimé) est également considérée comme incontournable pour atteindre une consommation de 2 L/100 km. 
Les actions préconisées pour atteindre cet objectif sont :
- imposer en 2030, via la législation européenne, des plafonds d’émissions de 50 gCO2/km en moyenne pour les voitures neuves dès 2030, et 70 gCO2/km en moyenne pour les camionnettes neuves ;
- élaborer un système d’accompagnement de cette transition, incluant des primes à la casse, des taxes à la détention indexée sur la consommation/émissions du véhicule, et des bonus-malus à l’achat des véhicules indexés sur la différence de facteurs d’émissions entre véhicules remplaçant et remplacé ;
- augmenter la fiscalité sur les carburants, afin de maintenir les recettes fiscales permettant de financer les infrastructures du transport et d’éviter un éventuel effet rebond induit par la baisse de consommation des véhicules ;
- mettre en place un dispositif pour soutenir la recherche et développement permettant d’améliorer la performance énergétique des moteurs et d’alléger les véhicules.

D'autres voies que la diminution de la consommation de carburant par véhicule sont préconisées, comme l'augmentation du taux d’occupation des véhicules (covoiturage), l'optimisation de la conduite et du trafic, et l'abaissement des limitations de vitesse. 
L’ensemble de ces mesures permettrait de réduire les émissions annuelles de gaz à effet de serre dans les transports de l’UE de 400 MtCO2eq en 2050, par rapport à 2013. Les économies de carburants permises par la voiture à 2 L/100 km auront également un impact favorable sur la balance commerciale de l’UE, et par conséquent sur l'économie et l’emploi. Ces effets bénéfiques sont estimés comme plus significatifs que la baisse de l'activité (et par conséquent de l'emploi) dans les secteurs du raffinage et de la distribution de carburant en Europe. 

### Réussir la révolution du transport en ville
Le troisième volet du rapport se focalise sur l'amélioration de l'offre des transports en commun dans les villes, où réside plus de trois quarts de la population de l’Union européenne en 2012. Le diagnostic sur lequel se fonde cette réflexion s'appuie sur plusieurs tendances. En plus des impacts environnementaux, la congestion des réseaux routiers urbains a un coût économique évalué à près de 100 milliards d’euros par an (l'essentiel des activités économiques à forte valeur ajoutée étant en ville), alors que près de la moitié des déplacements urbains ne dépassent pas 5 km et se font sans bagage lourd.
Dans l'objectif de diviser par deux l’usage des véhicules particuliers dans la mobilité urbaine et périurbaine, le rapport préconise trois types d'actions :
- augmenter l’offre en transports alternatifs à la voiture particulière, en particulier pour les déplacements domicile-travail[11]. Les propositions concernent le développement des bus à haut niveau de service reliant les métropoles à leurs périphéries, de l'autopartage, du covoiturage pour les trajets domicile-travail, et du vélo, notamment via davantage de voies réservées. La généralisation des carburants alternatifs (biodiesel et GPL) et de l'électricité pour les transports en commun est aussi préconisée ;
- imposer des mesures dissuasives de l’usage de la voiture sans lesquelles la nouvelle offre de transports alternatifs, seule, ne motive jamais un report significatif. Cela passerait par la restriction des voies et stationnements à disposition des voitures, au profit des vélos et des transports en commun ;
- arrêter l’étalement urbain, pour empêcher l’augmentation de la mobilité et de la dépendance à la voiture, compte tenu de l’allongement des distances parcourues au quotidien.

Les estimations de l'étude sur la pollution évitée grâce à ces mesures évoquent une diminution de 170 MtCO2éq entre 2012 et 2050. Les investissements, estimés entre 750 et 1 050 milliards d'euros, seraient répartis entre les pouvoirs publics, les industriels proposant des services de mobilité, et des acteurs de l'immobilier bénéficiant de ces infrastructures.

### Tripler le réseau des trains à grande vitesse
Les auteurs du rapports estiment que le transport ferroviaire constitue un gisement important de réduction des émissions de gaz à effet de serre, représentant moins de 1 % des émissions alors qu’il permet le transport de 7 % des passagers et 12 % du volume de marchandises[source insuffisante]. Le train peut notamment remplacer la majeure partie du trafic aérien dans l'Union européenne, quand il permet de faire le même trajet que l’avion en moins de trois heures, ce qui correspond à une distance de 500 à 700 km. À partir de 900 km de portée, l'avion est considéré comme plus efficient[source insuffisante]. Modéliser le report modal de la voiture vers le train est plus complexe car d’autres facteurs influencent la décision des passagers en plus du temps de trajet : la nécessité d’avoir une voiture à destination, l’emport de bagages, la fréquence et la ponctualité, le coût, etc.[source insuffisante]. 
Compte tenu de ce potentiel important du train dans la réduction de l'empreinte carbone des transports (potentiel augmenté avec une production d'électricité décarbonée), les préconisations portent sur une augmentation et une amélioration de l'offre de lignes à grande vitesse (LGV), et la suppression de certains investissements dans le transport aérien[source insuffisante]. 
Les actions proposées sont les suivantes[source insuffisante]  :
- développer les liaisons par TGV entre les principales villes d’Europe (multiplier par trois la longueur totale du réseau), et standardiser les réseaux ferroviaire européens pour les rendre interopérables ;
- améliorer le réseau conventionnel actuel de lignes à grande vitesse, en proposant notamment des trains plus longs et de plus grande capacité, à deux étages et à large fuselage ;
- constituer une flotte de trains rapides et efficaces énergétiquement, et augmenter l’électrification du réseau européen qui n'était que de 60 % au début des années 2010 (l'essentiel des autres trains fonctionnant avec des locomotives Diesel).

Des actions supplémentaires consistent à[source insuffisante]  :
- abandonner l’extension et la création de nouveaux aéroports ;
- supprimer les subventions accordées aux Compagnie aérienne à bas prix par les aéroports régionaux ;
- relever le taux d’imposition minimum dans la directive 2003/96/CE portant sur la taxation des produits énergétiques ;
- mettre en place un « audit mobilité aérienne interne » au sein des entreprises leur permettant d’évaluer l’intensité carbone et le coût des déplacements aériens de leurs collaborateurs en Europe, pour en améliorer l'efficacité et réduire l'empreinte carbone[12] ;

En prenant en compte l'augmentation du volume du trafic de passagers prévue d'ici à 2050, l’ensemble des actions proposées permettrait de réduire les émissions annuelles de GES du secteur transport de l’UE de 250 à 280 MtCO2eq/an par rapport à 2010 (variable selon la décarbonation de la production électrique)[source insuffisante].
Le surinvestissement total de la réalisation de 30 000 km de voies ferrées à grande vitesse et à l’amélioration des voies ferrées existantes seraient donc compris entre 1 000 et 1 700 milliards d'euros, cumulés sur 2020-2050[source insuffisante]. Le coût moyen en Europe pour la construction d'1 km de nouvelle LGV étant situé entre 12 et 30 millions d'euros, tandis que le maintien de 1 km de la nouvelle LGV est estimé à 70 000 euros par an[source insuffisante]. Des investissements lourds, mais rentables à long terme au vu de la diminution des importations d'hydrocarbures nécessaires au transport en Europe.

### Inventer l'industrie lourde post-carbone
Ce volet du rapport se concentre sur les trois secteurs les plus émetteurs de l'industrie européenne : la sidérurgie (201 MtCO2/an), la chimie lourde (146 MtCO2/an) et le ciment (112 MtCO2/an)[source insuffisante]. Les émissions de l'industrie représentent près de 20% des émissions totales de CO2 dans l'Union européenne, mais celles-ci sont en baisse, en raison de l'augmentation de l'efficacité des processus de production, et des délocalisations d'usines en dehors de l'Europe[source insuffisante].
Les actions préconisées se répartissent sur trois axes[source insuffisante] :
- pour la production de chaleur, le remplacement des combustibles fossiles par des déchets ou matériaux issus de la biomasse, ou des procédés moins émetteurs ;
- l’amélioration de l’intensité carbone des procédés de production ;
- favoriser une économie circulaire comprenant recyclage, efficacité et durée de vie.

Ces mesures doivent s'accompagner d'une législation favorisant l’émergence d’une économie « plus circulaire », de facilités d'accès aux financements « verts » et d'un encouragement de la recherche dans les technologies de production bas carbone[source insuffisante]. La viabilité des technologies de capture et de stockage du carbone sur les plans économique et technique ainsi que son degré d’adaptation à l'échelle industrielle n'étant pas prouvée, ces procédés ne sont pas pris en compte à court terme (2030), mais sont considérés comme incontournables à plus long terme[source insuffisante].
L’application des mesures permet de diminuer les émissions de GES de l'industrie européenne, par rapport à 2012, de 200 MtCO2eq (-40 %), et d'améliorer sa compétitivité en la rendant moins dépendante des combustibles importés. La Commission européenne, pour un programme similaire, évalue l’investissement annuel nécessaire à 10 milliards d’euros, soit un investissement cumulé de l’ordre de 300 milliards d’euros entre 2020 et 2050[source insuffisante].

### Rénover les logements anciens
Le sujet de l'empreinte carbone des bâtiments est abordé dans deux volets, traitant des logements anciens et des bâtiments publics. Si techniquement les solutions d'isolation thermique sont les mêmes, les enjeux et les leviers d'actions sont différents, d'où leurs traitements séparés.
En 2012, la superficie du parc immobilier de l'Union européenne était d'environ 25 milliards de mètres carrés, dont 75 % de bâtiments résidentiels, qui représentaient les deux tiers de la consommation d'énergie finale des bâtiments, soit près de 290 millions de tonnes d'équivalent pétrole (Mtep). Le chauffage de l'espace habitable et l’eau chaude sanitaire représentaient 80 % de cette consommation. Les émissions de gaz à effet de serres liées à ceux deux postes de consommation, de 665 MtCO2eq en 2012, étaient en baisse par rapport à 1990 (840 MtCO2eq) en raison de l'amélioration de l'efficacité énergétique sur cette période. Mais la performance énergétique du parc devrait encore être considérablement améliorée pour atteindre un niveau « basse consommation » nécessaire aux objectifs climatiques d'ici à 2050.
Les actions préconisées pour atteindre ces objectifs consistent à :
- établir, à l'initiative de chaque État membre, une feuille de route 2020-2050 pour la rénovation, affichant des objectifs clairs et pérennes ainsi que les moyens pour les atteindre, tant sur le plan réglementaire que financier ;
- rendre obligatoire un « passeport efficacité énergétique » pour chaque logement, contenant un diagnostic de performance énergétique du bâtiment, une liste de travaux à réaliser d'ici à 2050 afin de parvenir au niveau basse consommation, et la performance énergétique actualisée après chaque opération. La modulation des impôts fonciers en fonction de la performance des bâtiments est envisagée, ainsi que l'obligation de communiquer ce document en cas de vente, ce qui inciterait le marché à appliquer une décote aux logements qui n’ont pas fait l’objet de travaux significatifs ;
- mettre en place des mécanismes de financement spécifiques, notamment des prêts à faible taux d'intérêt, pour permettre aux propriétaires de financer ces rénovations ;
- encourager le développement de la filière rénovation dans le secteur de la construction en France, en établissant à destination des artisans des bouquets de travaux prédéfinis comportant certains gestes précis et touchant différents éléments du bâti ;
- doter chaque pays d’outils de statistique et d’étude des caractéristiques du parc européen des bâtiments privés (typologie, âge, zone climatique, occupation, etc.) ;
- accentuer l’effort de pédagogie et de sensibilisation envers les ménages, et proposer sur un guichet unique des conseils et accompagnements personnalisés durant le processus de rénovation, du diagnostic à la réalisation des travaux.

L'application de ces mesures permettrait de réduire les émissions (directes) annuelles de GES des bâtiments résidentiels privés de l’Union européenne de 450 à 600 MtCO2eq en 2050. La rénovation thermique permet aussi d'améliorer le confort et la santé des occupants, ainsi que de lutter contre la précarité énergétique, qui touche entre 50 et 125 millions de personnes dans l’UE en 2013. 
L’ordre de grandeur du coût de la rénovation des logements de l'Union européenne construits avant 1990 (15 milliards de mètres carrés) varie entre 5 000 et 8 500 milliards d'euros, mais ces investissements seraient rentabilisés par la diminution de consommation d'énergie finale, de l’ordre de 200 à 250 Mtep/an selon l’ampleur des rénovations. 

### Rénover les bâtiments publics
En 2012, la superficie du parc immobilier dans l'Union européenne était d'environ 25 milliards de mètres carrés, dont 6 milliards bâtiments tertiaires. Il s’agit des bureaux, magasins, hôpitaux, hôtels et restaurants, écoles et infrastructures sportives[source insuffisante]. Contrairement au parc immobilier des logements, leur consommation d'énergie finale a augmenté depuis 1990, en raison notamment du déploiement d'équipements informatiques et de systèmes de conditionnement d’air[source insuffisante]. Celle-ci s'est stabilisée après la crise de 2008 à 160 Mtep/an.
Techniquement, les solutions pour améliorer la performance énergétique de ces bâtiments publics sont les mêmes que pour les logements, mais elles sont directement applicables par les États, propriétaires de ces bâtiments. La principale difficulté est l’accès aux financements, alors que le coût total pour réaliser des rénovations thermiques approfondies de l’ensemble du parc de bâtiments publics européens est estimé à environ 1 200 et 2 200 milliards d'euros. L'étude préconise alors la création d'une institution financière offrant sa garantie pour cette rénovation[source insuffisante]. 
Les mesures proposées permettraient de réduire les émissions (directes) annuelles de gaz à effet de serre (GES) des bâtiments publics de l’Union européenne de 80 à 100 MtCO2eq d'ici à 2050[source insuffisante].

### Développer la séquestration de carbone par les forêts européennes
Les deux derniers volets de l'étude sont liés comme les deux précédents, en ce qu'ils se considèrent une meilleure occupation de l'espace cultivable comme faisant partie de la solution pour atteindre les objectifs de réduction des émissions de gaz à effet de serre d'ici à 2050,.
Le secteur de l'Utilisation des terres, changement d’affectation des terres et foresterie (UTCATF), qui regroupe les émissions liées à l’usage des terres, représente dans l'Union européenne un puits de CO2 de 312 MtCO2eq et compense 7 % des émissions de GES en 2012. Mais ces forêts sont vieillissantes et leur absorption du CO2 diminue, tandis que plusieurs zones sont menacées de défrichement.
Les préconisations de ce volet de l'étude portent sur les actions à mener pour une préservation et une reforestation de l'Europe, notamment grâce à une valorisation du bois en tant que matériaux de construction. Le bois étant également un isolant thermique efficace, dont une plus grande utilisation participerait aux objectifs énoncés dans les deux volets de l'étude consacrés au bâtiment.
Selon l'étude, mobiliser 100 millions de mètres cubes de produits bois supplémentaires dans la construction permettrait une réduction des émissions annuelles de l'UE de l'ordre de 100 MtCO2eq/an, et participerait à valoriser des terres abandonnées ou dégradées en améliorant par ailleurs localement la qualité de l’eau et des sols.
L'organisation d'une telle filière nécessiterait un investissement cumulé d'environ 70 milliards d’euros, majoritairement pourvus par les États à travers des commandes publiques et des subventions.

### Réussir le passage à l'agriculture durable
Le dernier volet de l'étude fait l'inventaire des émissions de gaz à effet de serre de l'agriculture, de l’élevage et plus largement de l'industrie agroalimentaire, dont le CO2 n'est pas le rejet le plus nocif pour le climat, contrairement aux autres secteurs abordés. L'agriculture engendrait 12 % des émissions de gaz à effet de serre de l’Union européenne en 2012, soit 560 MtCO2eq. Or seuls 70 Mt de ce total proviennent des combustibles fossiles utilisés dans les exploitations, le reste étant essentiellement du méthane (CH4) et du protoxyde d'azote (N2O) (convertis en  « équivalent CO2 ») dont les potentiels de réchauffement à 100 ans sont respectivement 28 et 265 fois supérieurs à celui du CO2[source insuffisante]. 
Les émissions du secteur ont diminué de 170 MtCO2eq depuis 1990 (23 %), en raison d'un usage plus modéré d’engrais azotés et de la réduction du cheptel de bovins du fait de l'instauration des quotas laitiers dans les années 1980 et de l’augmentation de la productivité des animaux. Néanmoins, la filière agro-alimentaire, considérée dans son ensemble, représente près de 30 % des émissions de gaz à effet de serre de l'Union européenne en 2012 (1 380 MtCO2eq/an), ce qui en fait un important gisement de réduction des émissions à exploiter[source insuffisante].
Selon le rapport, l'application d'un ensemble d'actions permettait de réduire de 20 % les émissions de gaz à effet de serre liées à l’agriculture dans l'Union européenne. Deux approches complémentaires sont envisagées : une réduction des intensités d'émissions des produits (approche qualitative) et une réduction des volumes produits (approche quantitative). 
Les objectifs fixés sont[source insuffisante] :
- réduire de moitié les pertes et gaspillages alimentaires, qui équivalaient en 2012 à un tiers de la production de l'Union européenne (soit, par habitant, 285 kg sur 900 kg). Les propositions pour atteindre cet objectif sont l'harmonisation européenne des méthodes d'évaluation des pertes et gaspillages, la standardisation et la clarification des dates limites de consommation indiquées sur les produits, et davantage de campagnes de sensibilisation auprès du grand public ;
- réorienter massivement l'élevage vers des productions labellisées de haute qualité, afin de diminuer les volumes et d’augmenter les prix unitaires payés aux éleveurs ;
- améliorer l'équilibre nutritionnel, avec une consommation de produits d'origine animale moindre et de meilleure qualité.

Ces deux derniers objectifs passeraient par la création d'un label haute qualité environnementale prenant en compte la surface à disposition de chaque animal et les conditions de production des cultures pour leur alimentation : locale (au sein de la même ferme à 80 %), sans fertilisation minérale, etc.. 
Les deux tiers des surfaces agricoles de l'Union étant utilisées pour l'alimentation du bétail, la réduction de l’élevage permettait, en plus de fortes réductions des émissions de GES, de libérer des terres fertiles pour la reforestation en Europe, sujet du volet précédent[source insuffisante]. En tenant compte de la reforestation de 2 millions d'hectares de cultures en Europe, l'application de ces mesures permettrait une réduction des émissions de GES en Europe comprise entre 115 et 190 MtCO2eq par an, soit entre 21 et 34 % des émissions liées à l’agriculture[source insuffisante].

## Soutiens et notoriété

### Signataires du manifeste
Au moment de sa publication, ce manifeste a été soutenu par plus 1 900 signataires, dont plus de 80 patrons français de grandes entreprises,,. 
Parmi eux, se trouvent Patricia Barbizet (Artémis-Kering), Pierre Blayau (Caisse centrale de réassurance), Élisabeth Borne (RATP), Martin Bouygues (Bouygues), Christophe Cuvillier (Unibail-Rodamco), Nicolas Dufourcq (BPI France), Xavier Huillard (Vinci), Denis Kessler (SCOR), Jean-Bernard Lévy (EDF), Alain Montarant (MACIF), Agnès Ogier (Thalys), Guillaume Pepy (SNCF), Stéphane Richard (Orange), Jean-Dominique Senard (Michelin) et Nicolas Théry (Crédit mutuel)[source secondaire souhaitée].
Une quarantaine de scientifiques signent également ce manifeste, notamment les climatologues Jean Jouzel (CEA), Hervé Le Treut et Jean-Pascal van Ypersele ; la biologiste et haute-fonctionnaire Dominique Dron ; le mathématicien Ivar Ekeland ; les physiciens Roger Balian, Sébastien Balibar et Yves Bréchet, de nombreux économistes dont Philippe Aghion, Jean-Marie Chevalier, Gaël Giraud, Roger Guesnerie, Christian de Perthuis et Jean-Charles Hourcade ; et des directeurs de grandes écoles comme Meriem Fournier (AgroParisTech Nancy), Vincent Laflèche (Mines ParisTech) et Olivier Oger (EDHEC)[source secondaire souhaitée].
D'anciens ministres sont également signataires, dont Serge Lepeltier, Philippe Maystadt, Arnaud Montebourg, ainsi que le président du syndicat CFE-CGC François Hommeril[source secondaire souhaitée].
La dépêche AFP « Des patrons lancent un signal d’alarme pour « décarboner l’Europe » », annonçant la publication de ce manifeste, a été reprise par de nombreux médias généralistes et spécialisés, français et étrangers, nationaux et locaux.
Un mois après sa publication, le nombre de signataires était passé de 1 900 à 2 500.

### Réactions des candidats à l'élection présidentielle de 2017
À la suite de sa publication, l'écho du manifeste est très important dans la classe politique française, et la majorité des candidats à l'élection présidentielle de 2017 publient, dans les semaines qui suivent, une réponse écrite adressée à ses auteurs,. Plusieurs types de réactions sont observables.
Les quatre candidats favoris pour remporter l'élection (Emmanuel Macron, Marine Le Pen, François Fillon et Jean-Luc Mélenchon), ainsi que le candidat souverainiste Nicolas Dupont-Aignan, publient chacun une réponse faisant état de leur adhésion à l'engagement porté par le manifeste. Certains néanmoins proposent des stratégies légèrement différentes pour atteindre les objectifs fixés de réductions d'émissions de gaz à effet de serres, comme les montants et la répartition sectorielle des investissements,.
Cinq autres candidats (Benoît Hamon, François Asselineau, Nathalie Arthaud, Philippe Poutou et Jean Lassalle) déclinent l'engagement porté par ce manifeste, invoquant des raisons différentes, comme le rejet de la mondialisation (l'échelle géographique étant l'Europe) ou la présence parmi les signataires de patrons de grandes entreprises, pour les candidats anti-capitalistes. Néanmoins, à l'exception de Benoît Hamon qui ne joint à sa réponse aucune justification, tous annoncent partager les préoccupations des auteurs sur la lutte contre le changement climatique. Philippe Poutou et Jean Lassalle déclarent intégrer dans leurs programmes des actions similaires à certaines préconisations du manifeste, tandis que François Asselineau justifie sa non-adhésion au seul motif qu'un tel engagement devrait être pris par des candidats à une élection législative et non présidentielle, dès lors que le rapport préconise de voter plusieurs lois,.
Seul Jacques Cheminade n'adresse aucune réponse aux auteurs du manifeste.